# تيمبريتشر (أغنية)
تيمبريتشر Temperature اغنية شهيرة لشون بول من البوم ذا ترينتي؛ تاريخ صدورها مارس 2006. من كتابة شون بول، وإنتاج اتلانتيك ريكوردس. منتج الأغنية: روهان فولر.

## ابرز مراكز الأغنية في عدة دول وقوائم
- 1 Billboard Hot 100
- 2 Billboard Pop 100
- 1 World R&B Singles
- 2 Canadian Singles
- 5 Australia Singles
- 4 France Chart

## معلومات عن الأغنية
صمدت هذه الأغنية 17 اسبوع كامله من بين أفضل عشرة اغاني في الولايات المتحدة.وحصلت على عدة جوائز ابرزها جائزة بيلبورد أفضل أغنية لعام 2006